# جيوفري مور
جيوفري مور (بالإنجليزية: Geoffrey Moore)‏ هو مستشار وكاتب أمريكي، ولد في 31 يوليو 1946 في بورتلاند في الولايات المتحدة.